# Jevoor, Indi
Jevoor là một làng thuộc tehsil Indi, huyện Bijapur, bang Karnataka, Ấn Độ.